# Marie-Joseph Lemieux
Pour les articles homonymes, voir Lemieux.
Marie-Joseph Lemieux OP, né Maurice Lemieux le 10 mai 1902 au Québec et mort le 4 mars 1994, est un archevêque et nonce apostolique canadien du XXe siècle.

## Biographie
Maurice Lemieux entre dans l'ordre des frères prêcheurs où il prend le nom de religion de Marie-Joseph et prononce ses vœux perpétuels le 4 août 1924. Il étudie à Rome, à Lille et à Oxford. Il est ordonné prêtre à l'église Saint-Louis d'Ottawa le 15 avril 1928 par le cardinal Rouleau OP. Il est envoyé en mission au Japon.

### Jeune évêque

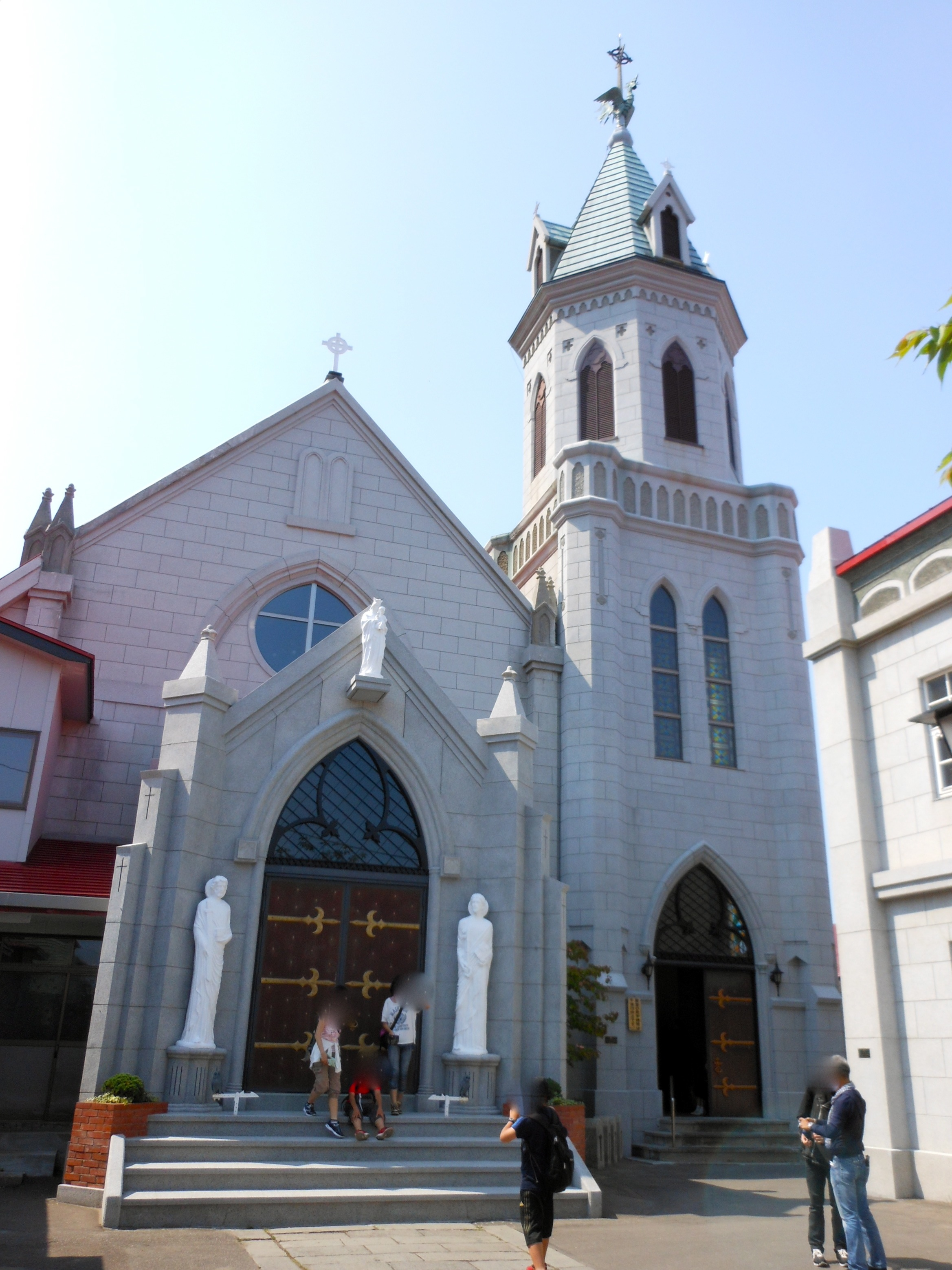
Église catholique d'Hakodaté.

Avec sa nomination comme évêque d'Hakodaté (actuel diocèse de Sendai au Japon), le 9 décembre 1935, il devient à trente-trois ans l'évêque le plus jeune de son époque. Le 29 juin 1936, il est consacré par Paolo Marella, délégué apostolique au Japon. Les co-consécrateurs sont Jean-Baptiste-Alexis Chambon MEP, archevêque de Tokyo, et Mgr Hayasaka (de), évêque de Nagazaki. Il doit quitter le pays en 1941 à cause de l'entrée en guerre du Japon aux côtés de l'Allemagne. Il est de retour au Canada le 16 janvier 1941 où il reçoit sa nomination d'évêque in partibus de Calydon (de). Le 26 novembre 1942, il est nommé administrateur apostolique du diocèse de Gravelbourg dans la Saskatchewan. Le pape Pie XII le nomme évêque de Gravelbourg le 15 avril 1944 et il est intronisé le 28 mai suivant.
Dans ce diocèse à l'habitat rural dispersé et endetté par la crise économique et la sécheresse des années 1930, il parvient à liquider la dette en quelques années. De plus, il met sur pied une caisse de retraite pour les prêtres du diocèse, organise une grande exposition missionnaire en mai 1944 et défend la langue française parlée par les catholiques face à une population anglophone de plus en plus importante. Il appuie pour cela la création de radios francophones.

### Archevêque et nonce
Marie-Joseph Lemieux est nommé le 20 juillet 1953 comme archevêque d'Ottawa et prend solennellement son siège le 17 septembre 1953. Il est de plus trésorier de la conférence des évêques catholiques du Canada (1953-1965). Il fait construire le petit séminaire francophone Saint-Jean-Marie-Vianney d'Ottawa qui ouvre ses portes en 1955, mais il ferme en 1968. Entre-temps, il a formé un millier d'élèves. Paul VI le nomme le 16 septembre 1966 évêque titulaire Pro hac vice de Saldae (de) et nonce apostolique à Haïti. De 1968 à 1969, il est en même temps délégué apostolique des Antilles. Il est nommé le 30 mai 1969 pro-nonce en Inde (en). Il devient le 16 février 1971 président de la fabrique de Saint-Pierre de Rome. Il prend sa retraite au Canada en 1974. Il emménage en 1990 à la villa du Centre Élisabeth Bruyère, où il meurt quatre ans plus tard.
Marie-Joseph Lemieux  a participé à toutes les sessions du concile Vatican II et a été consulteur à la commission préparatoire des évêques et des diocèses. Il a consacré évêques Paul-Émile Charbonneau, Joseph Raymond Windle (de) (évêque titulaire d'Uzita (de)) et René Audet, ainsi qu'Edgerton Roland Clarke et Gordon Anthony Pantin (de) CSSp comme archevêques. Il a été co-consécrateur de Peter Tatsuo Doi et d'Aimé Décosse (évêque de Gravelbourg).
Sa devise était:  In caritate Christi.